# Городище (археологический памятник, Барановичский район)

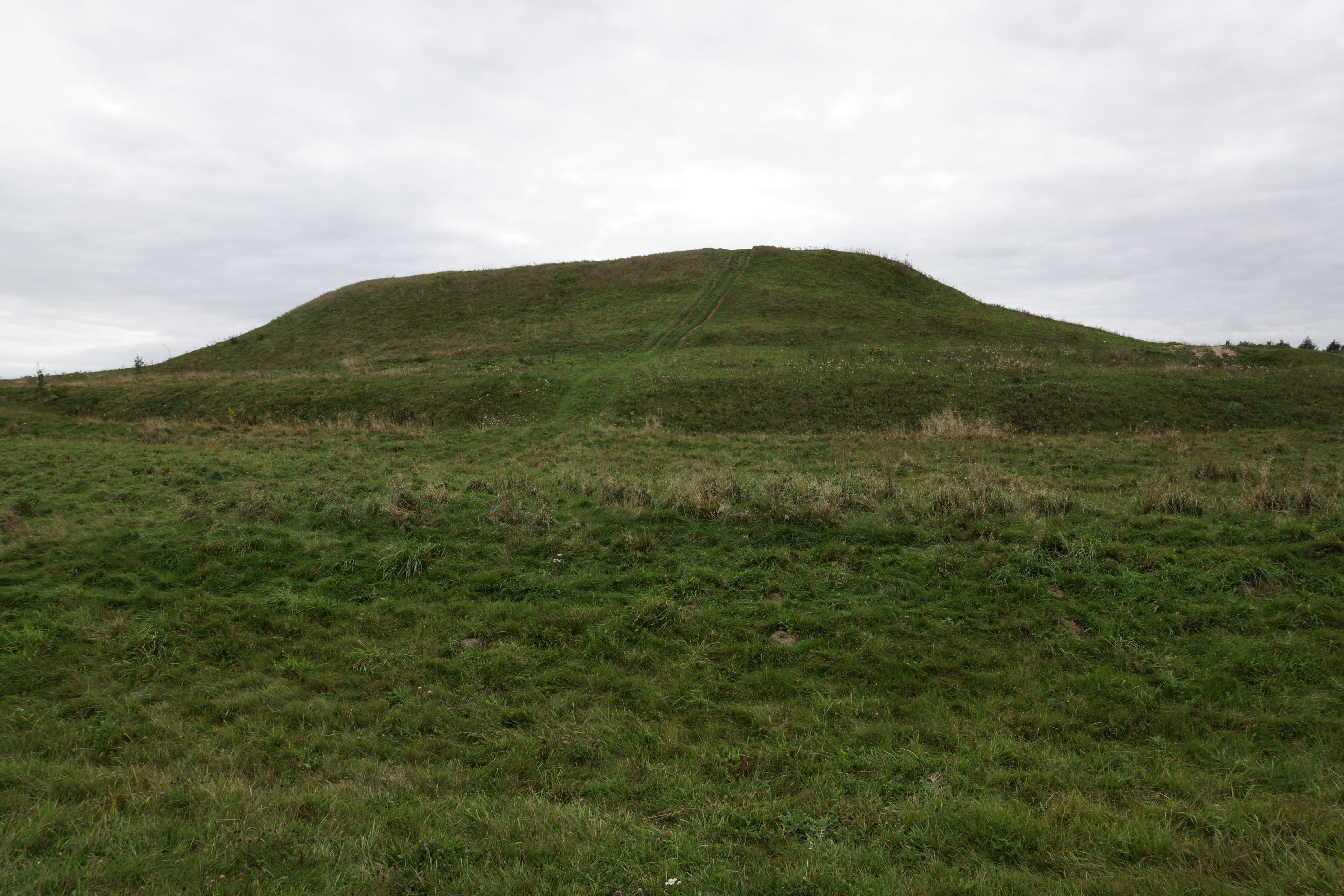
Вид археологического памятника (2012)

Городище (бел. Гарадзішча) — городище культуры штрихованной керамики и эпохи раннего феодализма в одноимённом городском поселке Барановичского района Брестской области. Расположено в 800 метрах к западу от населённого пункта, на правом берегу реки Сервеч. 14 мая 2007 года Постановлением Совета Министров Республики Беларусь памятнику археологии присвоен статус историко-культурной ценности регионального значения.

## Описание
Овальная площадка размером 28×50 метров ориентирована с юга на север с незначительным отклонением по продольной оси на запад. Въезд с северной стороны. Наиболее отвесные склоны были укреплены с востока. Здесь площадка возвышается на 6—7 метров. На склонах отмечаются искусственные террасы. С напольной стороны — ров шириной 6—7 и глубиной 1,3—1,7 метра, на южной части, вероятно, он был засыпан, на западе переходит в пойму, над которой коренной берег возвышается на 5 метров. Длина укреплённого участка примерно 200 метров, ширина 130 метров. На восточном склоне на глубине 0,4 метра открыты остатки оборонительной стены, состоящей из горелых плах, столбов и дерева, составляющих настил; он прослежен на площади 2,3×0,4 метра.

## Исследования
Открыл в 1951 году В. С. Остапов. В 1950-х годах данную местность изучала Фрида Гуревич. Обследовали в 1957 году Алексей Митрофанов (в составе славяно-литовского отряда прибалтийской экспедиции), в 1964 году Леонид Поболь, в 1970 году Михаил Чернявский, в 1980 году Татьяна Бубенько. в 1987—1988 годах А. М. Медведев.
Культурный слой серого цвета, мощностью 0,6 метра, сохранился лишь на склонах площадки. Найдены материалы культуры штрихованной керамики периода II—IX веков (гладкостенная и штрихованная керамика, железные орудия труда, шлаки, бронзовые украшения), у северо-западного края городища — несколько необработанных отщепов и ножевидных пластин, что свидетельствует о посещении этих мест человеком каменного века.
Из отчётов славяно-литовского отряда прибалтийской экспедиции 1955—1957 годы: 
```
«Были обнаружены керамика и поделка из бронзы. Подъёмный материал состоит из керамики. Среди подъёмного материала имеется кусок шлака. Керамика из 
шурфа
 исключительно штрихованная. Встречен обломок крупного жёлтого ребристого сосуда с защипами по ребру. В тесте его значительная примесь 
дресвы
. Тулово его заштриховано с наружной и внутренней сторон. Встречаются обломки бледно-жёлтых штрихованных сосудов баночной формы, с примесью крупной дресвы. Найдена поделка из бронзы в виде очень тонкой округлой пластинки, диаметром 5 сантиметров, с двумя отверстиями по середине; одно из отверстий большего, другое меньшего диаметра. Среди подъёмного материала найдена, кроме штрихованной посуды, гладкостенная керамика в виде обломков жёлтоглиняных сосудов. Эта керамика более плотная, с примесью мелких и средних зёрен дресвы. Один венчик принадлежит другому сосуду. На отдельных фрагментах имеются следы орнамента в виде зигзага»
Найдены керамика и обломок железного ножа. Керамика преимущественно кружальной выделки. Встречаются обломки с линейным орнаментом. Найден обломок толстостенного грубого сосуда (толщина стенок 1 сантиметр) с примесью мелких и средних зёрен дресвы в тесте, орнаментированный пересекающимися полосами. Также обнаружен обломок лезвия ножа с утолщённой спинкой»
```

Находки хранятся в институте истории НАН Беларуси. 

## Гипотезы
Предположительно здесь на некогда стёсанной вершине находилась Ворута — резиденция первого короля Великого княжества Литовского Миндовга.
Впервые эту версию озвучил еще в XIX веке Теодор Нарбут (1784—1864), военный инженер, историк, публицист, исследователь литовской мифологии. Другой белорусский историк, краевед, литературовед и публицист Александр Ельский (1834—1916) был в этом просто убеждён. Не исключал версии местонахождения Воруты и известный советский историк, член-корреспондент АН СССР Владимир Пашуто (1918—1983). Многие другие историки и краеведы, в том числе и местные, также считают эту версию вполне обоснованной.